# Língua ravula
Ravula, localmente chamada  Yerava ou Adiyan, é uma língua Dravídica de Carnataxa e Kerala falada pelas etnias Ravula e Adiyan. A linguagem apresenta uma série de peculiaridades que distingue a distinguem da língua malaiala, bem como de outros discursos tribais do distrito Wayanad. è falada por cerca de 25 mil Ravulas (localmente chamados Yerava) no Distrito Kodagu de Karnataka e por 1.900 Ravulas (localmente chamados Adiyan) no adjacente distrito  Distrito Wayanad. O termo "Yerava 'é derivado da palavra Kannada' 'Yeravalu' significa empréstimo na língua canaresa.

## Escrita
```
A língua usa a escrita 
Malaiala
 e a escrita 
Canará
, dependendo de onde vivem seus falantes.
```

## Fonologia

### Vogais
|                | Anterior | Central | Posterior |
| -------------- | -------- | ------- | --------- |
| Fechada        | i        |         | u         |
| Quase fechada  | ɪ        |         | ʊ         |
| Medial fechada | e        |         | o         |
| Medial         |          | ə       |           |
| Medial aberta  | ɛ        |         | ɔ         |
| Aberta         | a        |         |           |

Em todas as vogais exceto /, ə, ʊ, ɔ / a extensão é constrativo.

### Consoantes
|             |             | Bilabial | Dental | Alveolar | Retroflexa | Palatal | Velar |
| ----------- | ----------- | -------- | ------ | -------- | ---------- | ------- | ----- |
| oclusiva    | surda       | p        | t̪      |          | ʈ          | c       | k     |
| oclusiva    | sonora      | b        | d̪      |          | ɖ          | ɟ       | g     |
| Nasal       | Nasal       | m        | n̪      | n        | ɳ          | ɲ       | ŋ     |
| Fricativa   | Fricativa   |          |        | s        |            |         |       |
| Aproximante | Aproximante |          |        | l        | ɭ          | j       |       |
| Vibrantel   | Vibrantel   |          |        | r        |            |         |       |